# 2017—2018年西班牙憲政危機
2017年西班牙憲政危機是因2017年10月1日舉行的加泰隆尼亞獨立公投而出現西班牙中央政府與加泰隆尼亞政府的衝突。加泰隆尼亞方面在2017年9月6日通過自決公民投票法，定於10月1日舉行獨立公投，西班牙宪法法院在隔日暫停該法的施行，西班牙政府在此之後試圖以公權力阻止公投的進行，並且對加泰隆尼亞政府和議會成員採取法律行動以及對加泰隆尼亞的財政和警察機關干預。既使如此，獨立公投仍如期舉行並獲得通過，但近一千人在投票日中受傷。公投通過後，加西兩方於接下來的三週，在加泰隆尼亞暫緩宣布獨立的狀態下，透過各種直接或間接的方式進行政治斡旋，以突破雙方互不退讓的僵局。
加泰隆尼亞政府主席卡萊斯·普吉德蒙於2017年10月10日宣佈加泰「已經贏得成為獨立國家的權利」，不過他隨即宣佈加泰不會即時宣佈獨立。他和其他支持獨立的加泰議會議員於當日簽署一份象徵性的、無法律效力的獨立宣言。西班牙首相马里亚诺·拉霍伊於10月11日正式要求加泰政府在指定限期前確認其是否已宣佈獨立。
情勢在2017年10月27日發生重大轉折。西班牙參議院在當日決議啟動西班牙憲法155條，授權西班牙政府凍結加泰隆尼亞的自治權、並強行接管加泰隆尼亞的政府機構。加泰隆尼亞方面則先發制人：在西班牙參議院對此議案投票前，加泰隆尼亞議會大比數表決通過10月10日由政府主席普伊格蒙特簽署的獨立宣言，正式建立「加泰隆尼亞共和國」，單方面從西班牙獨立。加泰隆尼亞獨立宣言通過的數小時內，西班牙參議院便以壓倒性的票數通過啟動憲法155條議案，準備對加泰隆尼亞動手。稍晚，西班牙首相拉霍伊以此為法源依據，宣布多項對加泰隆尼亞政府的強行接管措施，包括解除連同普伊格蒙特在內的所有內閣成員之職務、接管警察系統、解散議會等，同時宣布在同年12月21日舉行2017年加泰隆尼亞議會選舉。

## 背景
自1714年以來，因政治聯姻原因被合併的加泰隆尼亞一直都存在獨立呼聲，其原因在於文化和經濟上與西班牙顯著的差異再加上近年全球經濟低迷環境下加泰隆尼亞地區高稅收貢獻率與西班牙政府財政緊縮政策下減少分配資源予加泰隆尼亞，加泰隆尼亞政府的高負債及西班牙政府反口拒絕向加泰隆尼亞下放權力，最終導致了加泰隆尼亞早於2014年舉行諮詢公投，獲八成支持，但有關公投並無法律約束力。
2015年加泰隆尼亞議會選舉後，原先的執政政黨聯盟「一起說是」获得了胜利取得议会过半席位。选后，一起說是应选民要求安排再度舉行公投，預定在2017年9月17日前进行。
在西班牙中央強力反對下，加泰隆尼亞自治區政府仍宣佈將於2017年10月1日舉行獨立公投。根據2017年7月4日加泰隆尼亞議會獨派黨團的協商結果，這次的獨立公投將採簡單多數決，也不設立投票率門檻。若是公投遭到否決，加泰隆尼亞政府將立即解散改選；但公投成功過關，那麼加泰隆尼亞政府將在48小時內宣佈「獨立」，脫離西班牙王國。

## 危機的開端

### 各方態度

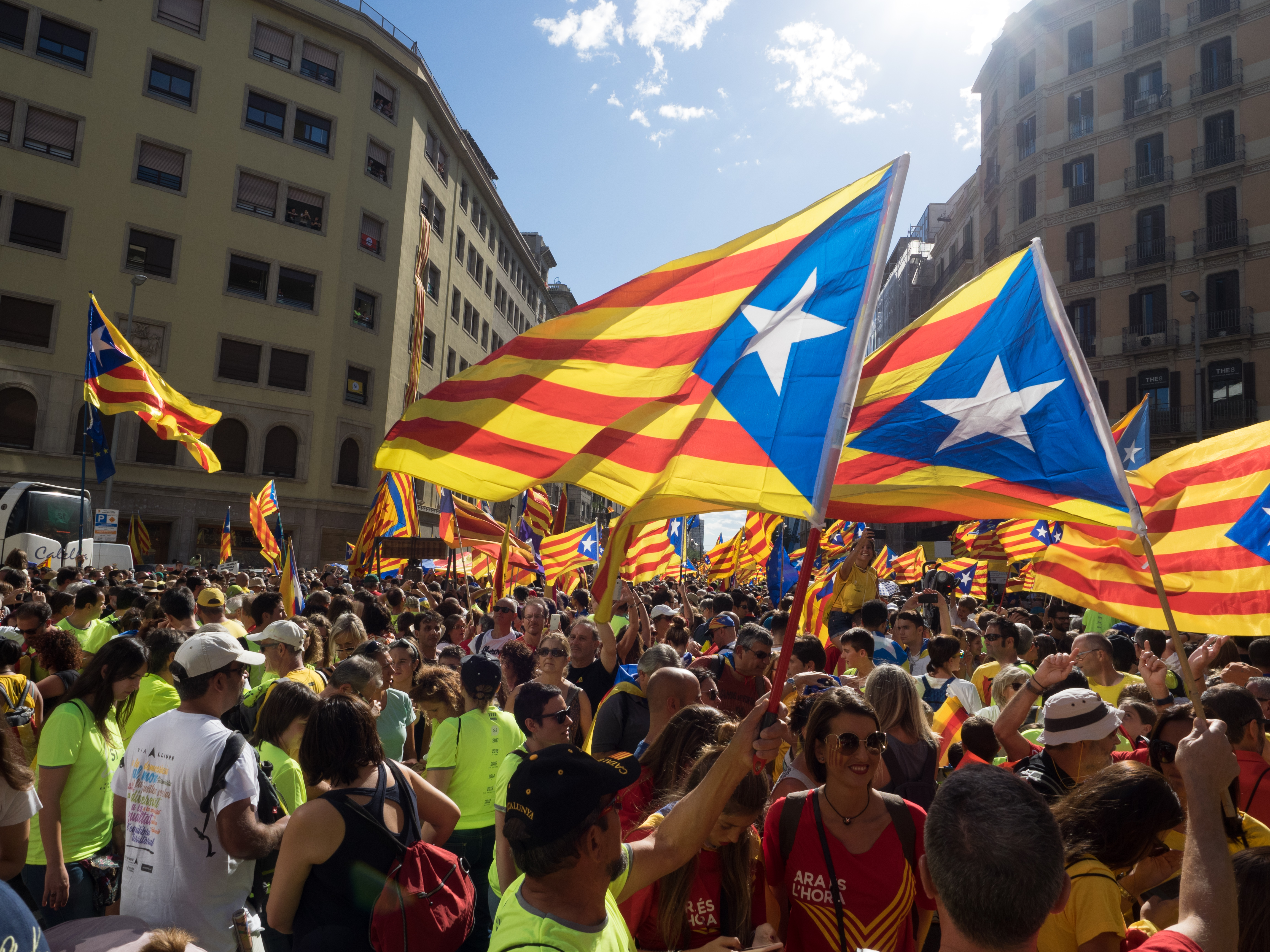
支持獨立者於2017年9月11日的示威

2017年9月7日，西班牙宪法法院認為公投无效，禁止加泰罗尼亚官员、媒体以及948个市参与公投准备工作。當局要求加泰隆尼亞各市鎮在48小时内回复是否愿意遵守。726个作了答复的市鎮中，682个宣布全力支持公投，41个拒绝支持，而巴塞罗那等三市的答复不明确。而拒绝支持公投的城市中，有几个人口較多，例如14万居民人口的省府莱里达和13万居民人口的省府莱里达和塔拉戈纳、社会党市长统治的21.5万人口的塔拉萨和25万人口的略夫雷加特河畔奥斯皮塔莱特。至於最大城市巴塞罗那市长阿达·科洛拒绝回应巴塞罗那是否会为公投提供物质支持，同时强烈批评当局对多个市政府施加压力。不过，她表示会尽一切可能让愿意投票的巴塞罗那人行使投票权。加泰罗尼亚政府则無視法院的命令，并得到包括巴塞罗那市在内的750名加泰罗尼亚大区市长的支持。9月16日，市長們在巴塞羅那市政廳前示威，抗議馬德里政府打壓，並表示拒絕屈服，將繼續爭取公民表決权與发起獨立公投的权利。

### 警察突襲行動及示威
西班牙的檢控官們於2017年9月13日決定對所有曾經公開宣佈會協助舉行獨立公投的地方市長進行刑事調查。檢控官們又指示警方沒收投票箱、選舉宣傳單張和其它用於該投票的物品。
9月20日，國民警衛隊集中採取行動拘捕14名加泰政府高級官員。
9月23日，西班牙中央政府宣佈接管加泰地方警察指揮權。

## 發展

### 公投舉行與後續事件

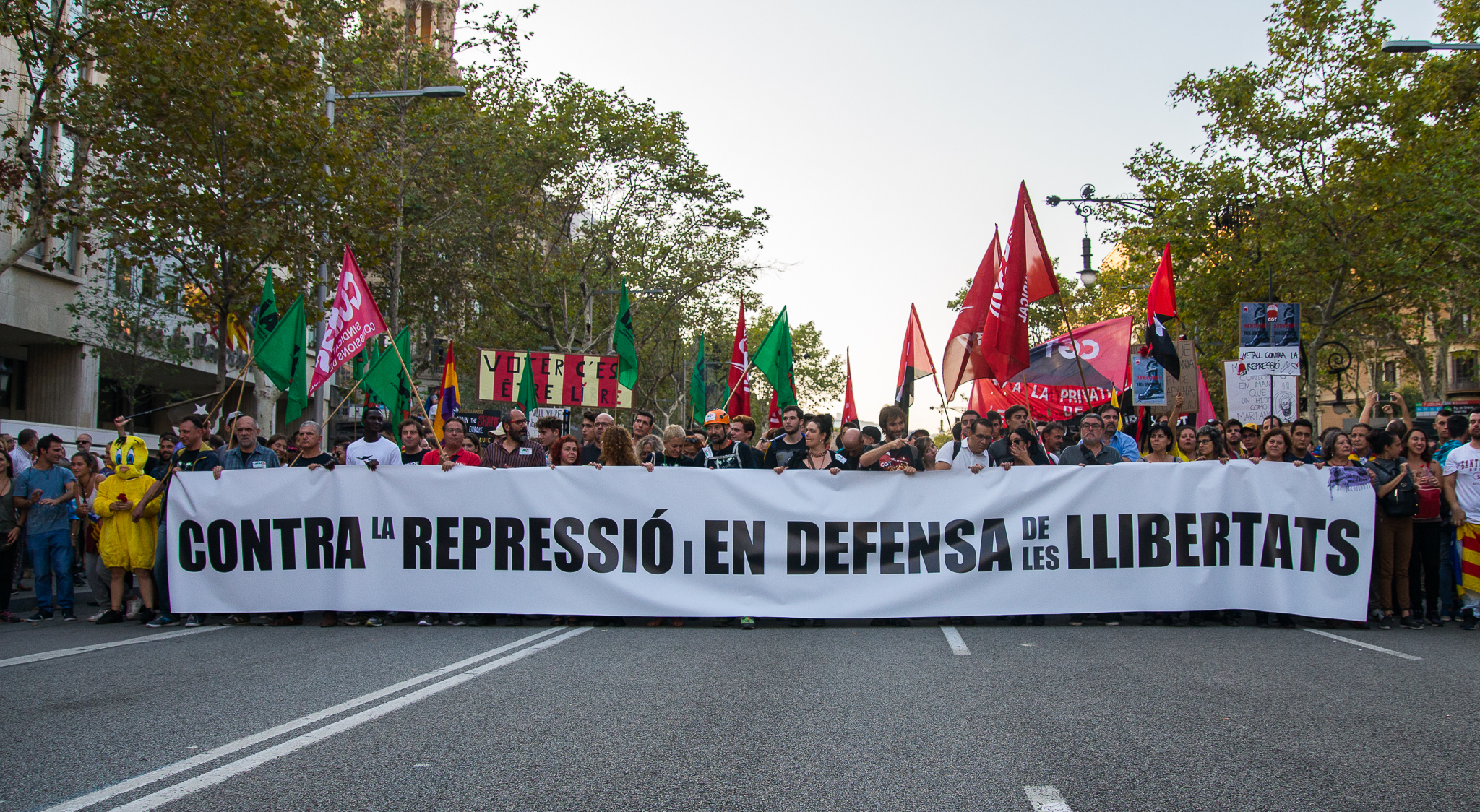
2017年10月3日在巴塞罗那的示威

2017年加泰隆尼亞獨立公投於10月1日如期舉行。西班牙政府在加泰各地部署超過12,000名國家警察和國民警衛隊，試圖關閉投票站和沒收所有公投物資，以暴力阻止公投舉行。在警方與抗議者的衝突造成超過800人受傷後，西班牙政府中止警察的行動。
2017年10月3日，國王費利佩六世發表電視講話，批評加泰自治政府「不負責任的行為」使加泰和西班牙整個國家的穩定陷入危險中。外界對國王的講話反應不一，人民黨和公民－公民党贊賞國王，但联合我们能和Catalunya en Comú的領導人則批評該講話是「無價值和不負責任」。西班牙工人社会党的領導人在公開場合支持國王的講辭，但有報道指他們私下不滿意國王沒有呼籲雙方進行對話。加泰隆尼亞於當日發動大罷工。10月5日西班牙憲法法院禁止加泰隆尼亞議會開會。
10月5日，薩瓦德爾銀行宣佈它決定把其法定總部遷出加泰。同一時間，西班牙第三大及加泰最大銀行凱克薩銀行也宣佈它正在考慮遷出加泰。這消息引發許多大公司陸續宣佈或考慮把總部遷出加泰。10月6日，西班牙政府宣佈它將頒佈法令，容許以加泰為總部的公司遷出該地區時無需召開股東大會。
普吉德蒙於10月10日在加泰議會發表講話，宣佈「加泰羅尼亞已經贏得成為獨立國家的權利」，而他會捍衛「加泰羅尼亞人民對於成為一個獨立共和國的授權」。不過他隨即宣佈議會暫時不會正式宣佈獨立，以便尋求與西班牙政府對話。普吉德蒙和其他支持獨立的議員然後簽署一份象徵性的、無法律效力的獨立宣言。
10月11日，西班牙首相马里亚诺·拉霍伊正式要求加泰政府在10月16日上午10時前確認其是否已宣佈獨立，他後來把限期推延至10月19日。此要求乃為準備引用憲法第155條而作出，該條文容許中央政府暫停加泰地區的自治權並直接管治該地區。卡萊斯·普吉德蒙在原定10月16日限期前的正式回覆中未有澄清是否已宣佈獨立，取而代之的是呼籲在此後的兩個月內進行協商。

### 宣布獨立後遭強行接管
2017年10月16日，西班牙政府表示普吉德蒙的回覆未有對它的要求作出有效回應，並質疑普吉德蒙要求對話的誠意。這個回應是根據啟動西班牙憲法第155條而做出。
|                           | 如果一個自治政府沒有履行憲法或其他法律規定的義務，或者以對西班牙的普遍利益造成嚴重損害的方式行為，政府可以採取一切必要措施迫使自治政府表達義務，或保護上述普遍利益。 |
| ——1978年西班牙宪法第155條 | |

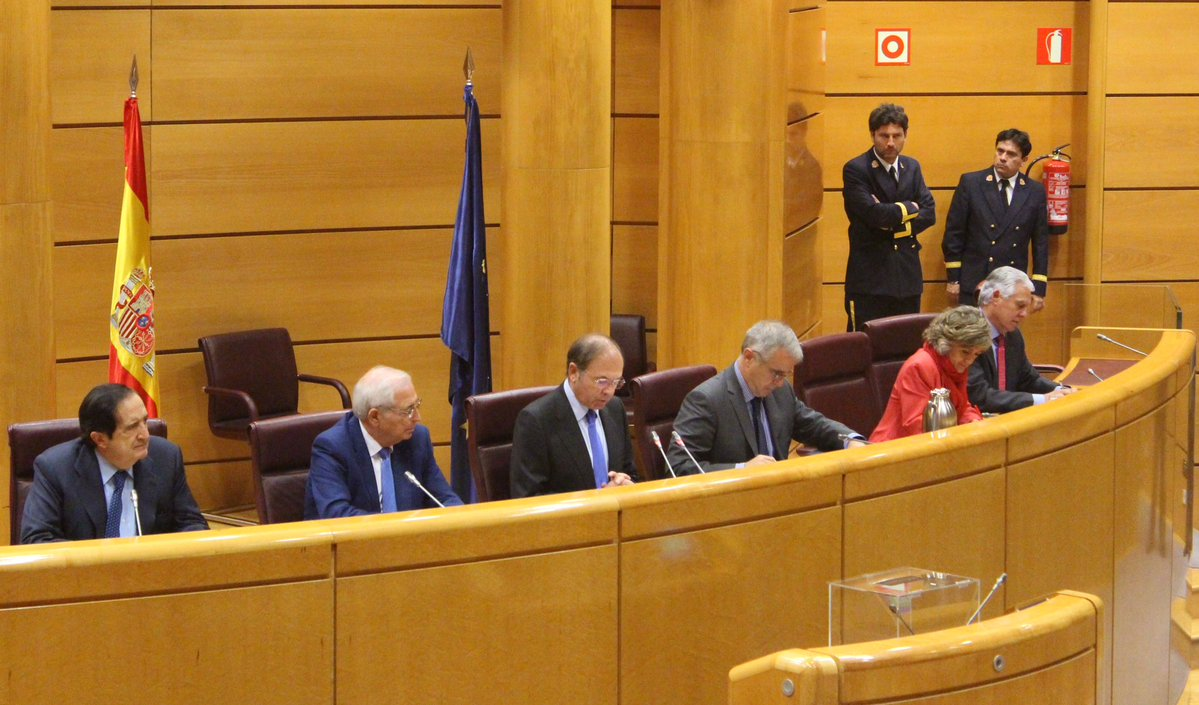
西班牙參議院討論啟動西班牙憲法第155條。(主席台)

2017年10月26日，西班牙政府宣布將啟動西班牙憲法第155條，啟動強行接管加泰隆尼亞程序。
2017年10月27日，正當西班牙參議院準備通過議案動用西班牙憲法155條凍結加泰隆尼亞自治權、強行解散自治政府的同時，加泰隆尼亞議會終於提出「建國投票」，並在統派議員激烈辯論三小時以後，全體退席的狀態下，以70張同意、10票反對、2票廢票的大比數狀態下，確認獨立建國，國名為加泰羅尼亞共和國，單方面從西班牙獨立。但大約40分鐘以後，西班牙參議院以214票贊成（主張西班牙統一的人民黨、社會黨、公民黨）、47票反對（我們可以聯盟、加泰隆尼亞共和左翼、加泰歐洲民主黨...等12個政黨）通過授權西班牙政府使用155條。
2017年10月28日，西班牙首相拉霍伊发表电视演讲，宣稱加泰罗尼亚独立是「非法的」，已经决定強行解散加泰罗尼亚政府，解除加泰罗尼亚自治区主席普伊格德蒙特的职务，並宣布在2017年12月21日重新舉行加泰隆尼亞議會選舉。2017年10月31日，西班牙憲法法院中止其獨立宣言。
2017年11月12日高达75万加泰罗尼亚人走上首府巴塞罗纳街头示威抗议，要求释放分离运动领袖。加泰罗尼亚警方估计，大约75万民众走上街头，人群塞满区议会大厦旁大道的15个街区。据中时电子报报道，示威抗议行动在加泰罗尼亚自治区首府巴塞罗纳展开。示威群众挥舞加泰罗尼亚独立旗帜，高呼“自由！”口号，部分民众拉起写着“SOS民主”（SOS Democracy）的横幅。
政府強行接管之後，西班牙政府與加泰隆尼亞獨立事件人員進行司法追訴。12月5日，六名人員獲准保釋。次日撤銷普吉德蒙的歐洲通緝令。

### 區域選舉與後續
2017年12月21日，加泰舉行議會選舉，支持獨立的政黨在新一屆議會繼續佔據過半數席位。
在加泰議會選出羅赫爾·托倫特為新任議長後，獨派打算再推選普吉德蒙為自治政府主席。由於西班牙憲法法院已禁止普氏於國外履行主席職務，加泰議會決定推遲主席選舉。普吉德蒙於2018年3月1日宣佈放棄重選，讓被拘留的黨友霍爾迪·桑切斯成為加泰政府主席候選人。但是西班牙最高法院拒絕釋放桑切斯，桑切斯於3月21日放棄成為主席候選人，改由前加泰政府發言人霍爾迪·圖魯利接手。
圖魯利於2018年3月22日的投票只取得64票支持，不敵65票的反對。次日西班牙最高法院宣佈包括圖魯利在內的13位加泰領導人因為2017年舉行公投以及其後宣佈獨立而將會受到叛亂罪起訴。加泰議會隨後取消圖魯利的第二次投票。
5月12日，獨派推選奎姆·托拉成為加泰政府主席候選人。在5月24日的次輪投票以簡單多數當選。

## 國際社會的態度
俄羅斯總統弗拉基米尔·弗拉基米罗维奇·普京說加泰隆尼亞獨立公投是「非法的」。多數國家包含美國總統唐纳德·特朗普在內亦不承認加泰隆尼亞公投以及宣布獨立的合法性。
而專家從近500萬訊息發現到俄羅斯境內的媒體集團以及委內瑞拉親近統一社會主義黨的社群網站帳戶在獨立公投前幾天進行對西班牙政府的負面宣傳，多達百分之97的訊息為社交機器人、匿名賬戶和官方媒體賬戶分享反西班牙消息，而只有3％的信息才是真正的社交媒體成員分享。這些行為與干預2016年美國總統選舉及英國脫離歐盟的人士類似，極有可能是分裂主義及恐怖分子為了擾亂世界和平秩序所為的另一次行動。